# Style at Home
Style at Home — щомісячний канадський журнал про домашній декор та стиль життя, який публікує статті про дизайн інтер'єру, проєкти з декорування будинку, життя на природі та розваги.

## Історія
Style at Home був заснований у 1997 році компанією Telemedia. Редактором-засновником була Ґейл Джонстон Габс. У 2000 році журнал придбала компанія Transcontinental Media, а у 2014 році — TVA Group. Нинішня головна редакторка — Веронік Леблан. Вебсайт журналу був запущений у вересні 2003 року.